# Ceratusa crinicornis
Ceratusa crinicornis är en tvåvingeart som beskrevs av Borgmeier 1967. Ceratusa crinicornis ingår i släktet Ceratusa och familjen puckelflugor.
Artens utbredningsområde är Costa Rica. Inga underarter finns listade i Catalogue of Life.